# Micreremites fatua
Micreremites fatua är en fjärilsart som beskrevs av W. Warren 1891. Micreremites fatua ingår i släktet Micreremites och familjen nattflyn. Inga underarter finns listade i Catalogue of Life.